# NGC 2808
NGC 2808 je kulová hvězdokupa v souhvězdí Lodního kýlu. Objevil ji astronom James Dunlop 7. května 1826. Nachází se ve vzdálenosti 31 300 světelných let od Země. Patří mezi nejhmotnější kulové hvězdokupy v Mléčné dráze a obsahuje více než milion hvězd. V roce 2003 bylo zjištěno, že hvězdokupa NGC 2808 by mohla pocházet z Trpasličí galaxie Velký pes. Podobný původ by měly mít i objekty Messier 79, NGC 1851 a NGC 2298.

## Pozorování

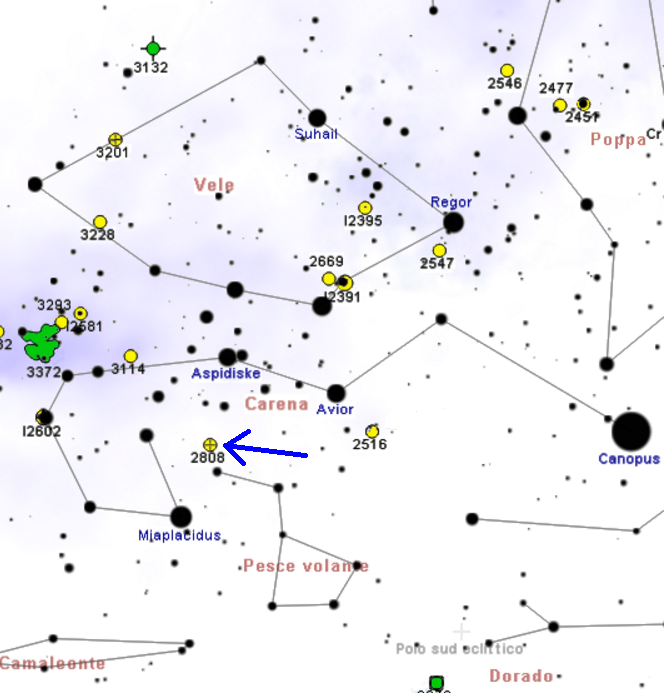
Poloha NGC 2808 v souhvězdí Lodního kýlu

Hvězdokupa se na obloze nachází ve střední části souhvězdí blízko hranice se souhvězdím Létající ryby, 5,5° jižně od hvězdy ι Car (Aspidiske) s magnitudou 2,2.

## Generace hvězd
Původně se předpokládalo, že NGC 2808 obsahuje pouze jednu generaci hvězd, které vznikly zároveň a ze stejného materiálu, jak je tomu u jiných kulových hvězdokup. V roce 2007 ovšem skupina italských astronomů, které vedl Giampaolo Piotto z univerzity v Padově, zkoumala snímky hvězdokupy pořízené v letech 2005 a 2006 Hubbleovým vesmírným dalekohledem a naproti očekávání zjistili, že tato hvězdokupa obsahuje tři generace hvězd vzniklých během prvních 200 milionů let od vzniku hvězdokupy.
Mezi astronomy tak vznikly dohady, zda mohou kulové hvězdokupy vytvořit více než jednu generaci hvězd, protože záření z první generace hvězd by mělo všechen plyn nespotřebovaný v období jejich tvorby odehnat pryč z hvězdokupy. Ovšem velká hmotnost takových hvězdokup, jako je NGC 2808, může být dostatečná, aby gravitací zabránila ztrátě plynné hmoty. Tak by se mohla vytvořit druhá a třetí generace hvězd.
Dalším vysvětlením tří generací hvězd v této hvězdokupě je to, že by mohla být pozůstatkem trpasličí galaxie, která se srazila s Mléčnou dráhou.